# Wijnandus Johannes Hermanus van der Waarden

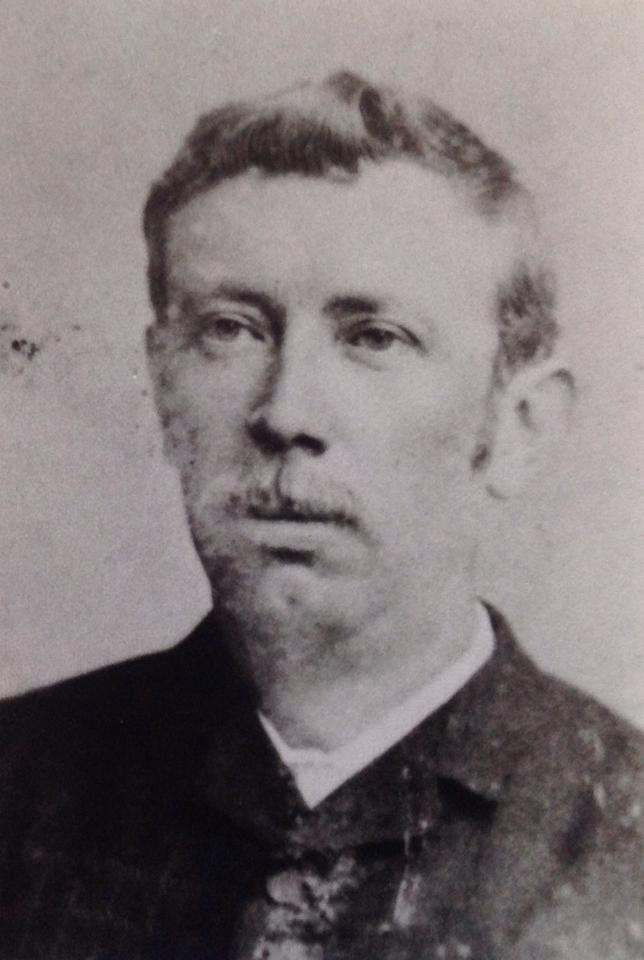
Wijnandus Johannes Hermanus van der Waarden

Wijnandus Johannes Hermanus van der Waarden (Nijmegen, 15 november 1860 - Nijmegen, 25 september 1930) was een Nederlands architect en aannemer en later Nijmeegs wethouder.

## Beknopte biografie
Hij werd geboren als zoon van de Nijmeegse aannemer Hermanus Wilhelmus van der Waarden en diens vrouw Geertruida Jacoba Hendricks. Op 16 april 1890 trad Van der Waarden in het huwelijk met Hendrina Petronella Maria Clara van Haaren.
Wijnandus van der Waarden werd benoemd tot Officier in de Orde van Oranje-Nassau. Verder werd hij benoemd tot tot Ridder-Commandeur in de Orde van den H. Gregorius Den Grooten. 
Van der Waarden ligt begraven op de Begraafplaats Daalseweg.

## Lijst van werken
- 1897-1897 Nijmegen: Bloemerstraat 53 (winkelhuis, bovenwoning en werkplaats)
- 1903-1903 Nijmegen: Oranjesingel 68 (eigen woonhuis) + 70
- 1904-1904 Nijmegen: Daalsedwarsweg 1 (voormalige bakkerswinkel)
- 1904-1904 Nijmegen: Dominicanenstraat 6 (voormalig klooster St. Vincentius)